# 拉達克山脈
拉達克山脈是印度的山脈，位於查謨-克什米爾邦，屬於喀喇崑崙山脈的一部分，長約350公里、寬約40公里，最高點海拔高度6,400米，萊鎮位於該山脈山腳。
34°00′N 78°00′E / 34.000°N 78.000°E